# زمین‌لرزه دسامبر ۱۹۳۰ آلبانی
زمین‌لرزه آلبانی  در تاریخ ۲ دسامبر ۱۹۳۰ میلادی، برابر با ‎۱۱ آذر ۱۳۰۹، ساعت ۱۳:۲۹:۰۰ به زمان یوتی‌سی در آلبانی رخ داد. ژرفای این زلزله ۴ کیلومتر بود. بزرگی آن ۵ در مقیاس ریشتر اعلام شده‌است. زمین‌لرزه به وقت محلی در روز سه‌شنبه، ساعت ۱۴ روی داده و منطقه زمانی آن یوتی‌سی +۱ بوده‌است (با لحاظ تغییر ساعت تابستانی).
سازمان زمین‌شناسی آمریکا نیز جای این زمین‌لرزه را در مختصات ۴۰°۱۸′شمالی ۱۹°۳۶′شرقی / ۴۰٫۳°شمالی ۱۹٫۶°شرقی و بزرگی آنرا برابر با ۵ در مقیاس ریشتر اعلام کرده‌است. ژرفای گزارش شده از سوی این سازمان ۴ کیلومتر می‌باشد.
شمار کشتگان زلزله حدود ۲۵ نفر بوده‌است.